# Dialogue et démocratie française
 (juin 2019).
Si vous disposez d'ouvrages ou d'articles de référence ou si vous connaissez des sites web de qualité traitant du thème abordé ici, merci de compléter l'article en donnant les références utiles à sa vérifiabilité et en les liant à la section « Notes et références ».
Dialogue et démocratie française (D&DF) est une association française essentiellement constituée de francs-maçons, frères et sœurs de toutes obédiences et de tous grades (ce qui la différencie des fraternelles). L'association Dialogue et démocratie française, se réunissant dans le monde profane, n'est pas une obédience de plus. Elle est une sorte de carrefour fraternel entre toutes les obédiences françaises, a priori sans exception, et de quelques profanes dont l'engagement humaniste les porte à côtoyer des francs-maçons dans le cadre de leur engagement dans la cité.
D&DF déclare respecter tout au contraire l'indépendance et la diversité des institutions maçonniques dans la tradition éclectique dont elles sont les héritières. 
Dans le préambule de sa charte, D&DF précise : « L'esprit d'ouverture et de tolérance réciproque que Dialogue et démocratie française veut contribuer à promouvoir, entre ses membres mais aussi envers tous les hommes, nos Frères et Sœurs en humanité, ignore leurs croyances, leurs philosophies, leurs religions, leurs origines sociales et leurs engagements politiques éventuels. D&DF ne s'engage pas, en tant que telle, dans une "Voie substituée" et souhaite ardemment, pour rassembler ce qui est épars, "que la Lumière qui a éclairé nos Travaux continue de briller en nous pour que nous poursuivions au-dehors l'Œuvre commencé dans le Temple. »
Le président et fondateur de D&DF est Pierre Chastanier. Lui ont succédé Patrice Hernu, Marc Fraysse et enfin Perry Wiley depuis 2016.
Cette association se réunit habituellement au Sénat. Strictement indépendant des partis ou mouvements politiques D&DF reçoit  des hommes et des femmes politiques ainsi que toutes les personnalités  qui défendent les valeurs de la Démocratie, dans le cadre de colloques, dîners-débats auxquels peuvent assister des non-membres parrainés pour la circonstance. L'association compte plus de 3000 affiliés et 450 membres actifs.